# Muži v offsidu
Muži v offsidu és una pel·lícula txecoslovaca de comèdia esportiva estrenada el 1931 i dirigida per Svatopluk Innemann, adaptació d'una novel·la de Karel Poláček.
La novel·la còmica de Karel Poláček va ser un èxit de vendes a Txecoslovàquia. La pel·lícula es va fer només perquè hi havia una franja horària oberta sense cap producció prevista als estudis de Barrandov que s'havia d'omplir. El director Innemann va llegir el llibre i el guió es va acabar només una setmana després. Inicialment es va considerar a l'actor Josef Rovenský per a interpretar el paper de Načeradec, però Poláček va insistir que el seu amic Hugo Haas havia de fer el rol.

## Cast
- Hugo Haas com a Richard Načeradec
- Jožka Vanerová com a Hedvika Načeradcová
- Felix Kühne com a oncle Ignác Kauders
- Jindřich Plachta com el sastre Emanuel Habásko
- Eman Fiala com a Eman Habásek
- Betty Kysilková com a vídua Ouholičková
- Theodor Pištěk com el barber Alois Šefelín
- Ella Nollová com a dona de Šefelín
- Jiřina Štěpničková com a modista Emilka Šefelinová
- Jaroslav Vojta com a Antonín Hátle
- Růžena Šlemrová com a propietària del saló de moda Šmalfusová

## Recepció
La pel·lícula va tenir un gran èxit comercial. Va ser la tercera pel·lícula més concorreguda del 1931 a Txecoslovàquia per darrere només de To neznáte Hadimršku de Karel Lamač i The Smiling Lieutenant d'Ernst Lubitsch. La pel·lícula va consagrar Hugo Hass com actor.
El 1932 Gustav Machatý va fer una seqüela titulada Načeradec, král kibiců.